# Парад на Красной площади 9 мая 2023 года
Парад Победы на Красной площади 9 мая 2023 года состоялся в День Победы. Он стал вторым парадом Победы после начала полномасштабного российского вторжения на Украину, но, в отличие от парада 2022 года, на этот раз парад в Москве посетили несколько иностранных лидеров.
Парад Победы 2023 года журналисты называли «очень скромным» и наименее масштабным за многие годы.

## Фон

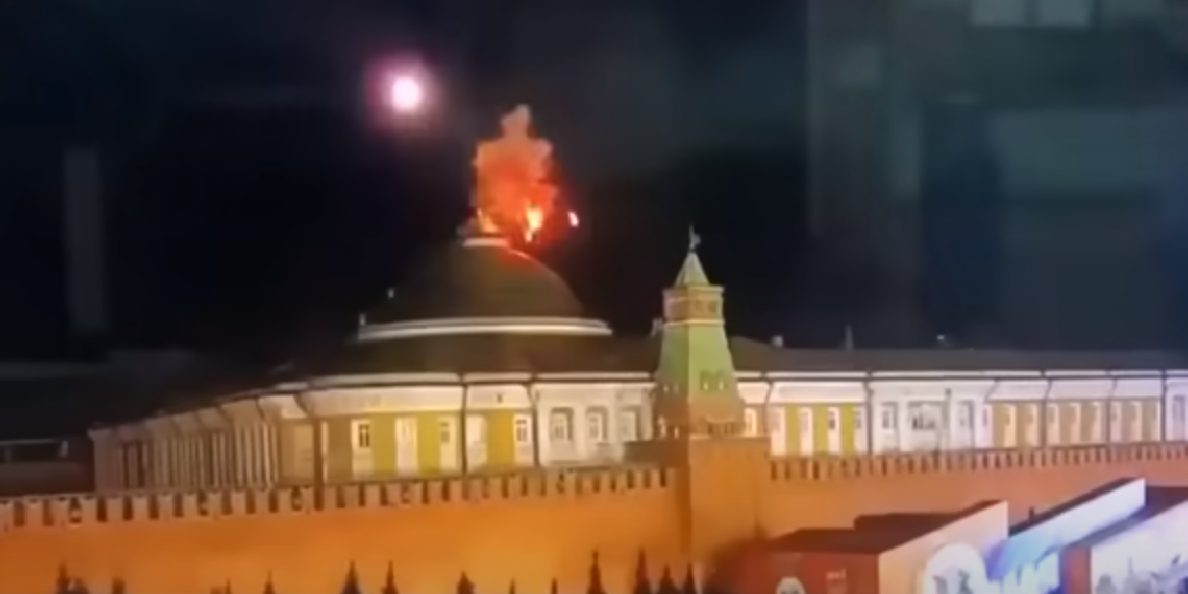
Атака дронов на Кремль, 3 мая 2023 года

В 2023 году Парад Победы проходил на фоне критической ситуации в войне России против Украины, с интенсификацией боевых действий на линии фронта, усиления ударов беспилотников по территории России и ожидания украинского контрнаступления.
Российские власти отменили парады в честь Дня Победы как минимум в 21 городе под предлогами вроде «соображений безопасности». Также по всей России была отменена акция Бессмертный полк, что пресс-секретарь президента РФ Дмитрий Песков связал с «вопросами безопасности». По предположению журналистов, российские власти не хотели, чтобы на акции «Бессмертный полк» вышли с фотографиями родственники российских военных, убитых в ходе вторжения на Украину, что могло бы привлечь нежелательное внимание к масштабам потерь в российских вооружённых силах.
В ночь на 3 мая два беспилотника атаковали Московский Кремль. Российские власти обвинили в нападении Украину, что отрицали украинские власти. По мнению журналистов, эта атака повлияла на планы российских властей по проведению Парада Победы.
В ночь на 9 мая Россия нанесла по Украине очередной массированный ракетный удар, под который попали Киев, Днепр и Черкасская область. Для Киева этот удар стал пятой воздушной атакой на город с начала мая 2023 года.
9 мая перед самым парадом обострился конфликт между главой ЧВК «Вагнер» Евгением Пригожиным и российским министерством обороны, который происходил на фоне тяжёлых боев за Бахмут. Пригожин опубликовал видео, где обругал матом российское военное командование и добавил: «Счастливый дедушка думает, что ему хорошо. Но что делать стране, если вдруг окажется, что дедушка — законченный мудак?». По утверждению издания Meduza, в Кремле негативно восприняли слова Пригожина про «дедушку»: «Конечно, он может потом сказать, что это про [министра обороны Сергея] Шойгу или про абстрактного обывателя, но люди делают понятные выводы».

## Ход парада

### Речь Владимира Путина

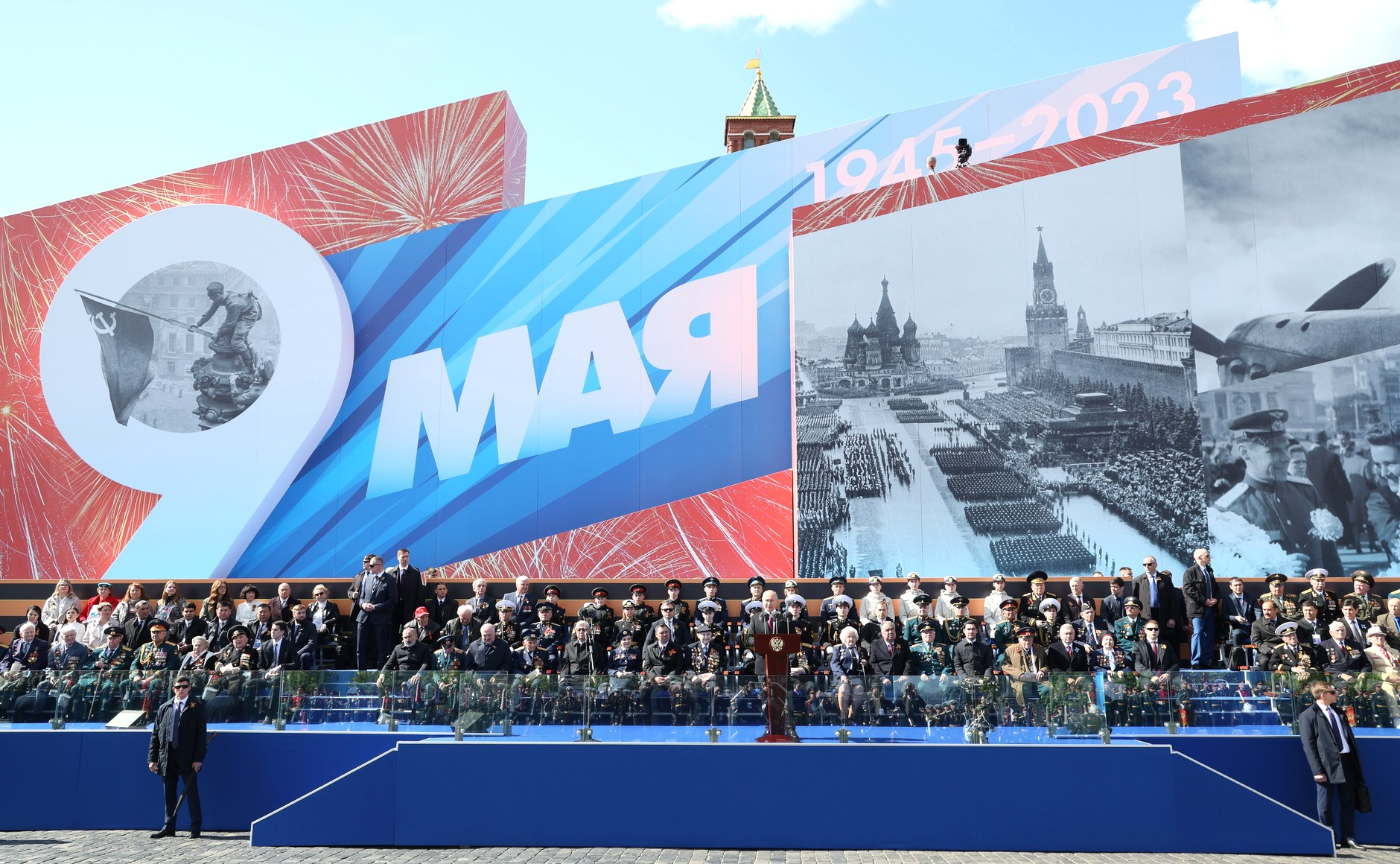
Выступление Владимира Путина

Парад предваряло выступление Владимира Путина, в котором он заявил, что против России ведётся «настоящая война», развязанная, по его словам, глобалисткими элитами, которые он сравнил с нацистами. Их цель, по мнению Путина — «распад и уничтожение России» и «перечёркивание итогов Второй мировой войны». В ходе своей речи российский президент пытался выставить войну против Украины, которую Россия развязала по его приказу, в качестве «оборонительной». Путин заявлял: «Сегодня цивилизация вновь находится на решающем, переломном рубеже, против нашей Родины вновь развязана настоящая война». Однако Россия, по словам Путина, «сможет обеспечить свою безопасность» и «защитить Донбасс», также как РФ сумела дать отпор «международному терроризму». Радио «Свобода» отметило, что о событиях на Украине Путин говорил больше, чем о Второй мировой войне. Как отмечали журналисты, Путин пытался с помощью параллелей со Второй мировой войной подать российское вторжение на Украину в качестве «священной войны». Также журналисты отмечали, что хотя Путин заявил: «любая идеология превосходства отвратительна, преступна и смертоносна», однако именно такую идеологию российские пропагандисты продвигали на телевидении многие годы.
Обращаясь к участникам вторжения на Украину, Путин говорил: «На вас держится сегодня безопасность страны, от вас зависит будущее нашей государственности и нашего народа» и «нет сейчас важнее дела, чем ваша боевая работа».
Обозреватели отмечали, что в целом эта речь Путина не особо отличалась от других его выступлений, посвященных вторжению на Украину. Так, по мнению немецких СМИ, Путин в очередной раз «изображал жертву», вновь представляя «собственную агрессивную войну как оборонительную борьбу за существование России». Издание Berliner Zeitung отмечало: «Российский президент выглядел менее воинственным, вялым, болезненным и временами производил впечатление беспомощного».

### Основная часть
В параде приняли участие 8 тысяч человек. Военная техника была представлена в основном колесными боевыми машинами, такими как «Тайфун», «Тигр», БМП-2М и ракетными комплексами различного назначения: С-400, «Искандер-М» и «Ярс». Единственными танками, принявшими участие в Параде, были три Т-34-85. В параде не участвовала авиация. Журналисты предполагали, что отказ от использования авиации на параде мог произойти из-за опасений внезапного появления враждебных беспилотников, которые могли бы нарушить парадный воздушный строй, что создало бы угрозу авиационных происшествий.
В параде приняло участие минимальное число военнослужащих с 2008 года. Прохождение военной техники по Красной площади заняло 5 минут, тогда как в 2022 году на это ушло в два раза больше времени.
После парада Владимир Путин вместе с главами других государств возложил венки к Могиле Неизвестного Солдата.

## Гости

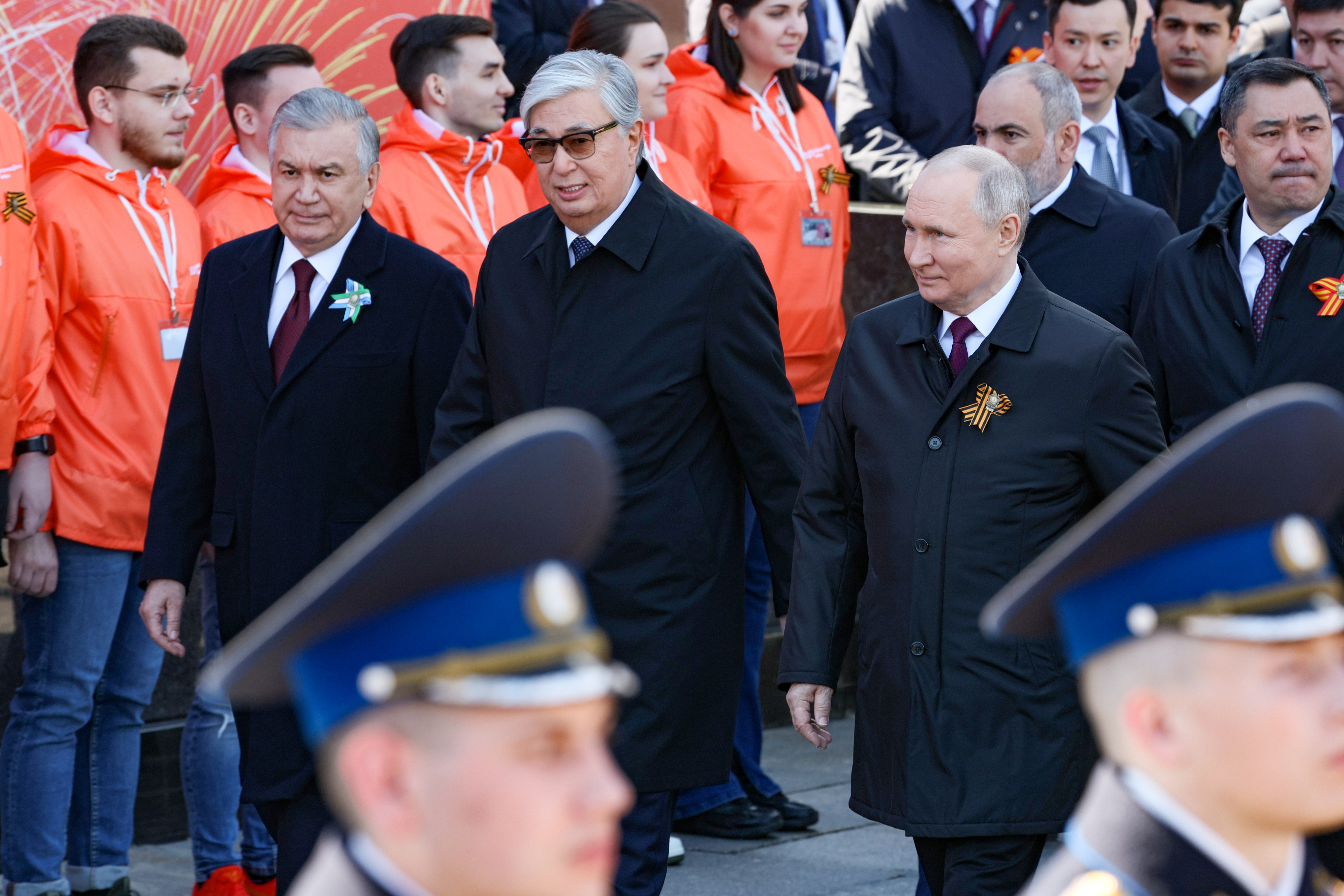
Владимир Путин с почётными гостями мероприятия

Журналисты издания «Агентство» отмечали, что Владимир Путин на параде сидел в окружении ветерана НКВД Юрия Парфеньевича Двойкина и бывшего сотрудника КГБ Геннадия Зайцева, не принимавших непосредственно участия в борьбе против войск нацистской Германии. Двойкин в 1944 году принимал участие в борьбе против «националистического подполья» на Западной Украине, а Зайцев участвовал в подавлении антисоветских протестов в Чехословакии в 1968 году.
Иностранные лидеры
По приглашению президента России Владимира Путина в параде приняли участие 7 глав постсоветских государств: премьер‑министр Армении Никол Пашинян, президент Белоруссии Александр Лукашенко, президент Казахстана Касым-Жомарт Токаев, президент Киргизии Садыр Жапаров, президент Таджикистана Эмомали Рахмон, президент Туркменистана Сердар Бердымухамедов, президент Узбекистана Шавкат Мирзиёев. Однако, как утверждало издание «Вёрстка», визиты иностранных делегаций прошли не совсем по плану. Так, Сердар Бердымухамедов, Шавкат Мирзиёев, Касым-Жомарт Токаев и Александр Лукашенко вместо георгиевской ленточки использовали собственные национальные символы, либо не использовали символов вовсе. После парада Лукашенко быстро покинул Россию, сославшись на нездоровье, не оставшись даже на торжественный обед в честь Дня Победы. При этом в ходе парада Лукашенко не смог вместе с остальными лидерами пройти 300 м пешком до Могилы Неивестного Солдата, и его сотрудникам ФСО пришлось подвозить на электромобиле.
Обозревателями отмечалось, что всего за три дня до Парада публично анонсировался всего один иностранный гость — президент Киргизии Садыр Жапаров. А президент Казахстана заявлял, что 9 мая планирует почтить память погибших в Астане. Однако за день до Парада стало известно, что в Москву прибудут все 5 лидеров государств Центральной Азии, а также главы Армении и Белоруссии. При этом белорусский президент Александр Лукашенко был «ближайшим союзником» России и он поддерживал Путина в войне против Украины. Армения же воспринимала Россию как безальтернативного союзника, в том числе в её конфликте с Азербайджаном, воспринимая и российские войска в Армении, и российскую миротворческую миссию в Карабахе как хоть какую-то гарантию своей безопасности.
По мнению британского «Института изучения войны», Путин пытался использовать парад на 9 мая, чтобы продемонстрировать своё влияние на центральноазиатский регион. По мнению обозревателей, страны Центральной Азии ради экономических выгод согласились пожертвовать репутацией, выставив себя в качестве «пособников российского режима» в западных СМИ, ведь после Парада быстро разошлись кадры, где главы Центральной Азии вместе с участниками вторжения на Украину сидят за спиной Путина и аплодируют его речи о «священной борьбе за родину». Однако, по мнению наблюдателей, лидеры Центральной Азии с начала вторжения пытались найти баланс между Западом, Россией и Китаем. Так, никто из них официально не признал аннексированные территории Украины частью РФ, но одновременно они публично не критиковали Путина и не осуждали войну, также все они публично согласились соблюдать санкционный режим, однако и особых мер по обходу санкций они не принимали. И если от визита в Москву со стороны Запада они ожидали лишь словесной критики, то от путинской России, зацикленной на истории, реакция на отказ от визита в Москву могла быть куда менее предсказуемой. Также в условиях антироссийских санкций экспорт из всех государств Центральной Азии в Россию возрос в 2022 году на десятки процентов, поэтому они не хотели рисковать выгодными отношениями с РФ, в то же время риск вторичных санкций от Запада за один лишь визит в Москву был минимален.

## Восприятие
По мнению ряда западных наблюдателей, скромный размах Парада Победы в 2023 году отображал огромные потери российской армии на Украине и деградацию вооружённых сил РФ. Однако журналисты также отмечали, что в предыдущем году пророссийские комментаторы в социальных сетях после Парада Победы писали: «А почему вся эта новейшая техника отсутствует на фронте?», и спустя год новые машины на Параде смотрелись бы ещё более контрастно на фоне старых советских танков и бронемашин 1960-х годов, которые Россия использовала на войне с Украиной.
Согласно изданию «Вёрстка», в целом на торжественных мероприятиях российских властей в День Победы царила «безрадостная» атмосфера. По словам источника издания: «Раньше над твоей головой летели самолёты на репетицию парада — и ты гордился. Сейчас дёргаешься — как бы не вражеский беспилотник». По его словам, на российскую элиту «неоднозначное впечатление произвели и скудность парада, и скомканность общения Владимира Путина с коллегами из других стран».